# Ángel González
Ángel González (Oviedo, 6 de setembro de 1925 — Madrid em 12 de janeiro de 2008) foi um poeta espanhol.

## Biografia
Sua infância se viu fortemente marcada pela morte de seu pai, falecido quando apenas tinha dezoito meses de idade. A descomposição do seio familiar continuou durante a Guerra Civil Espanhola, quando seu irmão Manolo foi assassinado pelo bando franquista em 1936. Posteriormente seu irmão Pedro se exilou por suas atividades republicanas e sua irmã Maruja não pode exercer como professora pelo mesmo motivo. Em 1943 enfermo de tuberculose, assim inicia um lento processo de recuperação em Páramo del Sil, de onde se aficciona a ler poesia e começa a escrever o seu próprio. Três anos mais tarde se havia por fim se recuperado, ao que sempre arrastará uma insuficiência respiratória que causaria depois a morte, e decide estudar Direito na Universidade de Oviedo; em 1950 se translada a Madrid para estudar na Escuela Oficial de Periodismo. O poeta Luis García Montero havia publicado em 2009 Mañana no será lo que Dios Quiera, com uma linguagem poética e emocionante, conta os primeiros anos da vida de Ángel González. Quatro anos depois, em 1954, oposita para Técnico de Administración Civil del Ministerio de Obras Públicas e ingressa no Cuerpo Técnico; o destinam a Sevilla, mas em 1955 pede uma excedência e vai a Barcelona durante um período em que exerce como corretor de estilo de algumas editoras, fazendo amizades com o círculo de poetas de Barcelona, formado por Carlos Barral, Jaime Gil de Biedma e José Agustín Goytisolo; em 1956 publicou seu primeiro livro, Ásperomundo, fruto de sua experiência como hino da guerra; com ele obteve um segundo prêmio de Premio Adonais de Poesía. Volta a Madrid para trabalhar de novo na Administração Pública e conhece o grupo madrilenho de escritores de sua geração, Juan García Hortelano, Gabriel Celaya, Caballero Bonald e alguns poetas mais.
Depois seu segundo livro, Sin esperanza, con convencimiento (1961), Ángel González passou a ser descrito ao grupo de poetas conhecidos como Generación del 50 ou Generación de medio siglo. Em 1962 é galardoado em Colliure com o Premio Antonio Machado por seu livro Grado elemental.
No ano de 1970 é convidado a dar conferências na Universidade do Novo México em Albuquerque e logo estendem seu convite para que ensine durante um semestre; fixa sua residência nos Estados Unidos e em 1973 passa pelas Universidades de Utah, Maryland e do Texas sob a mesma condição de professor visitante, regressando em 1974 a Universidade do Novo México em Albuquerque como fixo de Literatura Espanhola Contemporânea, cargo em que se aposentou em 1993. Em 1979 viaja a Cuba para formar parte do jure do Prêmio Casa de las Américas de Poesia. Esse mesmo ano conheceu a Susana Rivera, com que se casou em 1993. Depois de seu aposentamento, seguiu residindo em Novo México em que a partir de 2006 as visitas à Espanha eram cada vez mais reiteradas.
Em 1985, o concedem o Prêmio Príncipe de Asturias das Letras e, em 1991, o Premio Internacional Salerno de Poesía. Em janeiro de 1996, foi eleito membro da Real Academia Espanhola na cadeira "P", substituindo o escritor Julio Caro Baroja. No mesmo ano obteve o Prémio Rainha Sofia. Em 2001, obteve o Premio Julián Besteiro de las Artes y las Letras. Em 2004, se tornou o primeiro ganhador do Premio de Poesía Ciudad de Granada Federico García Lorca.

## Poesia
Sua obra é uma mescla de intimismo e poesia social, com um particular e característico toque irônico, e trata assuntos cotidianos com uma Linguagem coloquial e urbana, nada neopopularista nem localista. O passo do tempo e a temática amorosa e cívica são as três obsessões que repetem ao longo e largo de seus poemas, de retrogosto melancólico mas otimistas. Sua linguagem é sempre pura, acessível e transparente; se destila em um fundo ético de digna e humana fraternidade, que oscila entre a solidariedade e a liberdade, igual que de outros colegas geracionais como José Ángel Valente, Jaime Gil de Biedma, Carlos Barral, José Agustín Goytisolo e José Manuel Caballero Bonald.
González colaborou com os cantautores Pedro Ávila no disco Acariciado mundo (12 poemas de Ángel González, 1987) e Pedro Guerra no livro-disco La palabra en el aire (2003) e também com o tenor Joaquín Pixán, o pianista Alejandro Zabala e o acordeonista Salvador Parada no álbum Voz que soledad sonando (2004).

## Morte
Na madrugada do dia 12 de Janeiro de 2008 faleceu o poeta, com 82 anos, em Madrid capital da Espanha. Em causa de uma insuficiência respiratória crônica que sofria.

## Homenagem
Em 2009, Joaquín Sabina o dedica a canção Menos dos alas, incluída em seu disco Vinagre y rosas e escrita junto a Benjamín Prado.

## Obras

### Lírica
1. Áspero mundo, M., Col. Adonais, 1956.(Accésit Premio Adonáis 1955). 2ª ed. Ediciones Vitruvio, 2012.
2. Sin esperanza, con convencimiento, B., Colliure, 1961.
3. Grado elemental, París, Ruedo Ibérico, 1962 (Premio Antonio Machado).
4. Palabra sobre palabra, M., Poesía para todos, 1965, 1972 y 1977.
5. Tratado de urbanismo, B., Col. El Bardo, 1967.
6. Breves acotaciones para una biografía, Las Palmas de Gran Canaria, Inventarios provisionales, 1971.
7. Procedimientos narrativos, Santander, La isla de los ratones, 1972.
8. Muestra de... algunos procedimientos narrativos y de las actitudes sentimentales que habitualmente comportan, M., Turner, 1976.
9. Prosemas o menos, 1985.
10. Deixis en fantasma, M., Hiperión, 1992.
11. Otoños y otras luces, B., Tusquets, 2001.
12. Nada grave, Madrid: Visor, 2008, póstumo.

### Antologías
1. 1988: A todo amor
2. 1996: Luz, o fuego, o vida, Salamanca, Ediciones Universidad de Salamanca
3. 1998: Lecciones de cosas y otros poemas
4. 1999: 101 + 19 = 120 poemas, Madrid, Visor
5. 2005: Realidad casi nube, Madrid, Aguilar
6. 2005: Palabra sobre palabra, Barcelona, Seix Barral (Poesia completa).
7. 2009: La Primavera avanza, Madrid, Visor

### Ensaio
- 1973: Juan Ramón Jiménez
- 1976: El Grupo poético 1927
- 1977: Gabriel Celaya
- 1979: Antonio Machado